# Мари Жил Сезар Савињи
Мари Жил Сезар Савињи (фр. Marie Jules César Lelorgne de Savigny; Провинс, 5. април 1777 — Сен-Сир-л’Екол, 5. октобар 1851) је био француски зоолог, члан Француске академије наука (фр. Académie des sciences).
У биологији стандардна ауторска скраћеница Savigny стоји у номенклатури ботаничких и других назива.

## Биографија
Савињи је рођен у француском граду Провинс у покрајини Сена и Марна. Са 16 година одлази у Париз да настави школовање. Пошто га је занимала ботаника, почео је да ради у Француском Природњачком музеју (фр. Muséum national d'histoire naturelle) под менторством познатих биолога Ламарка и Кивјеа. Они су цару Наполеону саветовали да тада 21-годишњи Савињи буде у његовој прањи током похода, да би се употпунило и научним радом. Тако је Савињи 1798. у пратњи Наполеона путовао у Египат, током царевог похода на Египат и Сирију, користећи ту прилику као научну експедицију. Добија задатак да студира бескичмењаке, док је његов колега Етјен Жофруа Сент-Илер (фр. Étienne Geoffroy Saint-Hilaire) проучавао кичмењаке.
По повратку у Париз 1802. године започиње обраду велике колекције из Египта, са великим бројем рукописа и израдом многих табли са цртежима. Научне сажетке са тог путовања под насловом Description de l'Égypte издао је 1809. и проширено 1822. године. Hа основу истог проучавања 1805. издаје рад под насловом "Природњачка и митолошка историја птице ибис" (фр. Histoire naturelle et mythologique de l'ibis).
Писао је и многе друге радове о фауни Средоземног и Црвеног мора. Познат је и његов рад на пољу проучавања инсеката.
Као ботаничар први је описао род Bruguiera (Savigny in Lam. 1798) као и мноштво биљних врста.
Немилим теком догађаја до 1817. Савињијев вид се погоршава, тако да све мање успева да ради. Између 1816. и 1820. ипак издаје важно дело Сеђања на животиње без кичме (фр. Mémoires sur les animaux sans vertèbres). Иако наставља да ради и након 1822. вид не престаје да му се квари, тако да до 1824. практички ослепљује, у пратњи тешких "оптичких халуцинација". Виктор Одуен понудио је да заврши његово започето дело, али Савињи не пристаје на коауторство, због великог броја оригиналних цртежа које је до тада урадио. Постаје члан Француске академије наука 30. јула 1821. године.

## Неке од врста и родова названих по Савињију
- Tethyum savignyi
- Trididemnum savignii (Herdman, 1886)
- Sepia savignyi (H. de Blainville, 1827)
- Mitra savignyi (Payraudeau, 1826)
- Anachis savignyi (Moazzo, 1939)
- Ophiactis savignyi (J. Müller & Troschel, 1842; Ljungman, 1867)
- Siderastrea savignyana (H. Milne Edwards & Haime, 1850)
- Microcosmus savignyi (Monniot, 1962)
- Dynamenella savignii (H. Milne Edwards, 1840)
- Leptochelia savignyi (Krøyer, 1842)
- Savignya (DC, 1821).[5]
- Savignyella (Levinsen, 1909)
- Planaxis savignyi (Deshayes, 1844)
- Vexillum savignyi (Payraudeau, 1826)
- Diadema savignyi (Michelin, 1845)
- Thais savignyi (Deshayes, 1844)
- Goniopora savignyi (Dana, 1846)
- Loimia savignyi (M'Intosh, 1885)
- Ciona savignyi Herdman, 1882
- Hyla savignyi Audouin, 1827
- Acanthodactylus savignyi (Audouin, 1809)[6]
- Trapelus savignii (A.M.C. Duméril & Bibron, 1837)[6]

## Одабрана дела
- (1805)
- (1816)
- (1820)